# Herman Voaden
Herman Arthur Voaden, né le 19 janvier 1903 à London en Ontario et mort le 27 juin 1991 à Toronto, est un dramaturge, metteur en scène, enseignant et rédacteur canadien.

## Biographie
Herman Arthur Voaden naît le 19 janvier 1903 à London en Ontario.
Il obtient son diplôme de l'Université Queen's en 1923. 
Il est le plus important dramaturge canadien-anglais de l'avant-guerre, après le départ de Merrill Denison (en) pour les États-Unis en 1931.
Il meurt le 27 juin 1991 à Toronto.